# Ресак (Арьеж)
Реса́к (фр. Raissac) — коммуна во Франции, находится в регионе Юг — Пиренеи. Департамент коммуны — Арьеж. Входит в состав кантона Лавлане. Округ коммуны — Фуа.
Код INSEE коммуны — 09242.

## Население
Население коммуны на 2008 год составляло 42 человека.
| 1962 | 1968 | 1975 | 1982 | 1990 | 1999 | 2006 | 2008 |
| ---- | ---- | ---- | ---- | ---- | ---- | ---- | ---- |
| 43   | 55   | 42   | 43   | 36   | 51   | 44   | 42   |

## Экономика
В 2007 году среди 25 человек в трудоспособном возрасте (15—64 лет) 12 были экономически активными, 13 — неактивными (показатель активности — 48,0 %, в 1999 году было 64,5 %). Из 12 активных работали 10 человек (7 мужчин и 3 женщины), безработных было 2 (1 мужчина и 1 женщина). Среди 13 неактивных 3 человека были учениками или студентами, 7 — пенсионерами, 3 были неактивными по другим причинам.